# Jagodziaki
Jagodziaki (Melanocharitidae) – rodzina małych ptaków z podrzędu śpiewających (Oscines) w obrębie rzędu wróblowych (Passeriformes).

## Występowanie
Rodzina obejmuje gatunki występujące endemicznie na Nowej Gwinei i sąsiednich wyspach. 

## Systematyka
Rodzina o bliżej nieokreślonym pokrewieństwie w stosunku do innych taksonów. Do rodziny zalicza się następujące rodzaje:
- Oedistoma Salvadori, 1876
- Toxorhamphus Stresemann, 1914
- Melanocharis P.L. Sclater, 1858